# Рудзевич, Александр Яковлевич
Александр Яковлевич Рудзевич (1775 или 1776 — 23 марта 1829, Валахия) — русский военачальник крымско-татарского происхождения, генерал от инфантерии (22.08.1826) русской императорской армии, герой наполеоновских войн.

## Биография
Сын крымскотатарского и буджакского вельможи, литовского татарина по происхождению Якуб-аги Рудзевича (ум. 1784), «начальника турок и татар живших при селе Балты», перешедшего в 1770 году на русскую службу в качестве политического переводчика и много содействовавшего Потёмкину в присоединении Крыма. За свою деятельность в апреле 1784 году был пожалован в статские советники, с правом русского дворянства. После смерти мужа вдова его Фатима с четырьмя детьми была приглашена в Петербург, жила в доме графа Брюса и получала содержание от правительства. Дети её были крещены в православную веру, восприемниками их были сама Екатерина II, великая княгиня Елизавета Алексеевна и великие князья Александр Павлович и Константин Павлович.
8 апреля 1786 году был зачислен сержантом в Преображенский полк. Воспитывался в Греческом кадетском корпусе, 27 марта 1792 г. выпущен капитаном Генерального штаба. Участвовал в русско-польской войне 1792 г. и в польской кампании 1794 г., в ходе которой получил ранение правой руки и отличился при взятии предместья Варшавы — Праги.
С 1801 г. служил на Кавказе, с 1805 г. командовал там Троицким мушкетерским полком. 20 апреля 1807 г. уволен в отставку по болезни.
В 1809 г. вновь принят в службу и получил в командование 3-ю бригаду (состав: 12-й и 22-й егерские полки) 13-й пехотной дивизии. В 1810 — 1811 гг. участвовал в боевых действиях на Северо-Западном Кавказе. 8 февраля 1811 г. произведен в генерал-майоры.
В ходе Отечественной войны 1812 г. вместе со своей бригадой действовал в составе Дунайской армии адмирала П. В. Чичагова. Участвовал в преследовании армии Наполеона от Березины к границе.
С 1813 г. командовал всей 13-й пех. дивизией, принимал участие в осаде Торна, в сражениях при Кёнигсварте, при Бауцене, на реке Кацбах, под Лейпцигом. 15 сентября 1813 г. получил чин генерал-лейтенанта. В 1814 году, будучи командующим 8-м пехотным корпусом, в сражении под Парижем участвовал во взятии приступом Монмартрских высот.
После 1814 г. продолжал командовать 13-й пехотной дивизией. 9 апреля 1816 г. был назначен начальником штаба 2-й армии. 22 февраля 1819 г. стал командиром 7-го пехотного корпуса. 22 августа 1826 г. произведен в генералы от инфантерии. С 8 ноября 1826 года — командир 3-го пехотного корпуса, с которым принял участие в русско-турецкой войне 1828—1829 гг.
В 1828 году, при открытии войны против Османской империи (Турции), отряд Рудзевича переправился через Дунай у Сатунова и овладел несколькими крепостями. Когда в июле вся русская армии стала сближаться к Шумле, Рудзевич принял начальство над её авангардом и действовал с постоянным успехом. По взятии Варны Рудзевич прикрывал осаду Силистрии со стороны Шумлы, а затем, перейдя на левый берег Дуная, расположил свой корпус на зимних квартирах в Валахии.
За несколько месяцев до начала кампании 1829 года Рудзевич отказался состоять под началом графа И. И. Дибича, которого был старше в чине. Подстрекаемый честолюбием жены, он стал пренебрегать службой, за что получил замечание, а вслед за тем и новое назначение командиром 1-го пехотного корпуса.
Скончался скоропостижно на судне при следовании по Валахии к новому месту службы от апоплексического удара 23 марта 1829 года. По словам современника, «причину смерти доброго генерала Рудзевича полагали двояко: оскорбленное и униженное самолюбие, и совершенное отсутствие всякого движения при его полноте и сырой комплекции». Похоронен в своём крымском имении близ Карасубазара.

## Награды
- Орден Святого Александра Невского (6 октября 1813; за битву с французской армией у Лейпцига)
- Алмазные знаки к ордену Святого Александра Невского (1829)
- Орден Святого Георгия 3-й степени (№219, 6 июля 1811; за взятие турецкой крепости Суджук-Кале)
- Орден Святого Георгия 2-й степени (№69, 19 марта 1814; за взятие Монмартрских высот при покорении Парижа)
- Орден Святого Владимира 2-й степени (29 октября 1813; за сражение с французской армией у Баутцена)
- Орден Святого Владимира 1-й степени (в списке кавалеров этого ордена А.Я. Рудзевич отсутствует)
- Орден Святой Анны 1-й степени (1 сентября 1813)
- Алмазные знаки к ордену Святой Анны 1-й степени (1814)
- Прусский орден Красного орла 1-го класса
- Шведский орден Серафимов (в списке кавалеров этого ордена А.Я. Рудзевич отсутствует)
- Шведский орден Меча, командор 1-го класса
- Крест за Прагу (1795)
- Золотая шпага с надписью "За храбрость", украшенная алмазами, «за переправу через Дунай» (1828)

## Семья
- Жена (с 1806) — Марфа Евстафьевна Нотара (1788—23.09.1851)[10], дочь статского советника Евстафия Ивановича Нотары, в 1804—1809 годах таврического губернского предводителя дворянства. За заслуги мужа 2 декабря 1823 года была пожалована в кавалерственные дамы ордена Святой Екатерины 2-й степени. В 1849 году по желанию императрицы Александры Фёдоровны Марфа Евстафьевна была назначена попечительницей Спасского детского приюта в Симферополе. Скончалась там же от воспаления, похоронена рядом с мужем в Александровке. В браке имела десять детей, из них:
- Яков (1807—25.09.1828), прапорщик, скончался от ран, полученных в сражении у крепости Варна.
- Николай (1811—1889), генерал-лейтенант, наказной атаман Кавказского линейного казачьего войска.
- Александр (1813—?), 25 декабря 1831 года за отличие против польских мятежников был награждён орденом Святого Георгия 4-й степени.
- Мария (1814—26.10.1873)[11], фрейлина двора (1830), благотворительница, активно помогала нуждающимся в Симферополе во время Крымской войны. Умерла от рака печени в Бад-Ишли, где и была похоронена.
- Софья (1816—1847).
- Вера (1824—1857), замужем за В. Н. Демидовым.
- Любовь (1829—21.02.1909[12]), умерла от рака груди во Флоренции, похоронена на кладбище Аллори.